# Tumbuk
Tumbuk is een bestuurslaag in het regentschap Bengkulu Tengah van de provincie Bengkulu, Indonesië. Tumbuk telt 328 inwoners (volkstelling 2010).